# Paradiastylis brachyura
Paradiastylis brachyura är en kräftdjursart som beskrevs av William Thomas Calman 1904. Paradiastylis brachyura ingår i släktet Paradiastylis och familjen Diastylidae. Inga underarter finns listade i Catalogue of Life.